# Messier 5
Messier 5 (NGC 5904) é um aglomerado globular de estrelas na constelação de Serpente. Foi descoberto em 1702 pelo astrônomo alemão Gottfried Kirch e catalogado por Charles Messier em 1764. Sua natureza como aglomerado globular foi evidenciada pela descoberta de suas estrelas mais brilhantes, resolvidas por William Herschel da década de 1780.
Com magnitude aparente 6,5, pode ser observado a olho nu apenas sob condições excelentes de visualização. Contudo, pode ser visto como uma mancha nebulosa e difusa com binóculos e pequenos telescópios. Suas estrelas mais brilhantes são resolvidas apenas com telescópios maiores. Situa-se a cerca de 14 500 anos-luz em relação à Terra e sua idade foi estimada em 13 bilhões de anos.

## Descoberta e visualização
O aglomerado foi descoberto por Gottfried Kirch e sua esposa Maria Margarethe em 5 de maio de 1702 quando observavam um cometa, descrevendo-o como "uma estrela nebulosa". Em 23 de maio de 1764, o astrônomo francês Charles Messier redescobriu-o independentemente e descreveu-o como uma nebulosa sem estrelas. William Herschel, descobridor de Urano, foi o primeiro a resolver suas estrelas mais brilhantes, contando mais de 200 ao todo.
Sob ótimas condições de observação, M5 pode ser visto a olho nu, embora apareça como uma pequena mancha circular em binóculos. As mais brilhantes estrelas do aglomerado, de magnitude aparente 12,2, podem ser resolvidas com telescópios de abertura de 0,25 metros.

## Características

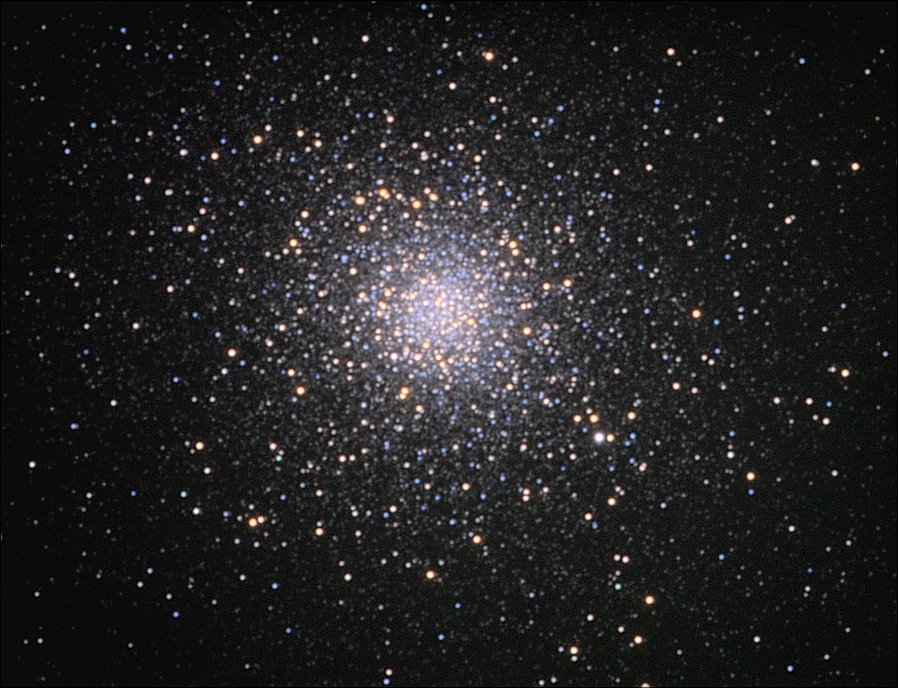
Messier 5 por Robert J. Vanderbei

Tem a forma de um elipsoide e acredita-se que seja um dos mais velhos aglomerados globulares da Via-Láctea, com 13 bilhões de aos de idade. Também é um dos maiores aglomerados globulares conhecidos da Via-Láctea, com um diâmetro de 165 anos-luz, o que corresponde a um diâmtero aparante de cerca de 23 minutos de grau, considerando sua distância de 24 500 anos-luz em relação à Terra. Seu raio de influêcia gravitacional é de 202 anos-luz e tem um núcleo estelar denso, com diâmetro aparente de 0,84 minutos de arco, o que corresponde a um diâmetro real de 6 anos-luz. Seu raio de massa média (raio que compreende metade da massa do aglomerado, a partir de seu núcleo) é de 15 anos-luz.
Sua classe espectral é F7 e está se afastando radialmente da Terra a uma velocidade de 52 km/s. Contém 105 estrelas variáveis, sendo a primeira descoberta em 1890, por Andrew Ainslie Common. Solon Irving Bailey já havia descoberto 85 variáveis RR Lyrae nove anos mais tarde, e 97 já eram conhecidas em 1955, de acordo com Kenneth Glyn Jones, com magnitude aparente variando entre 10,6 a 12,1 a cada 26,5 dias. Cecilia Payne-Gaposchkin descobriu no aglomerado uma nova anã.

## Galeria

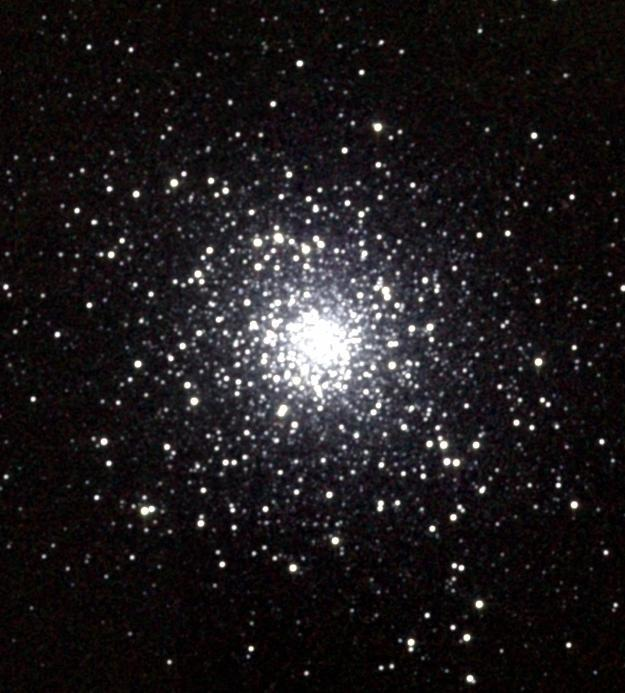
Messier 5, projeto 2MASS
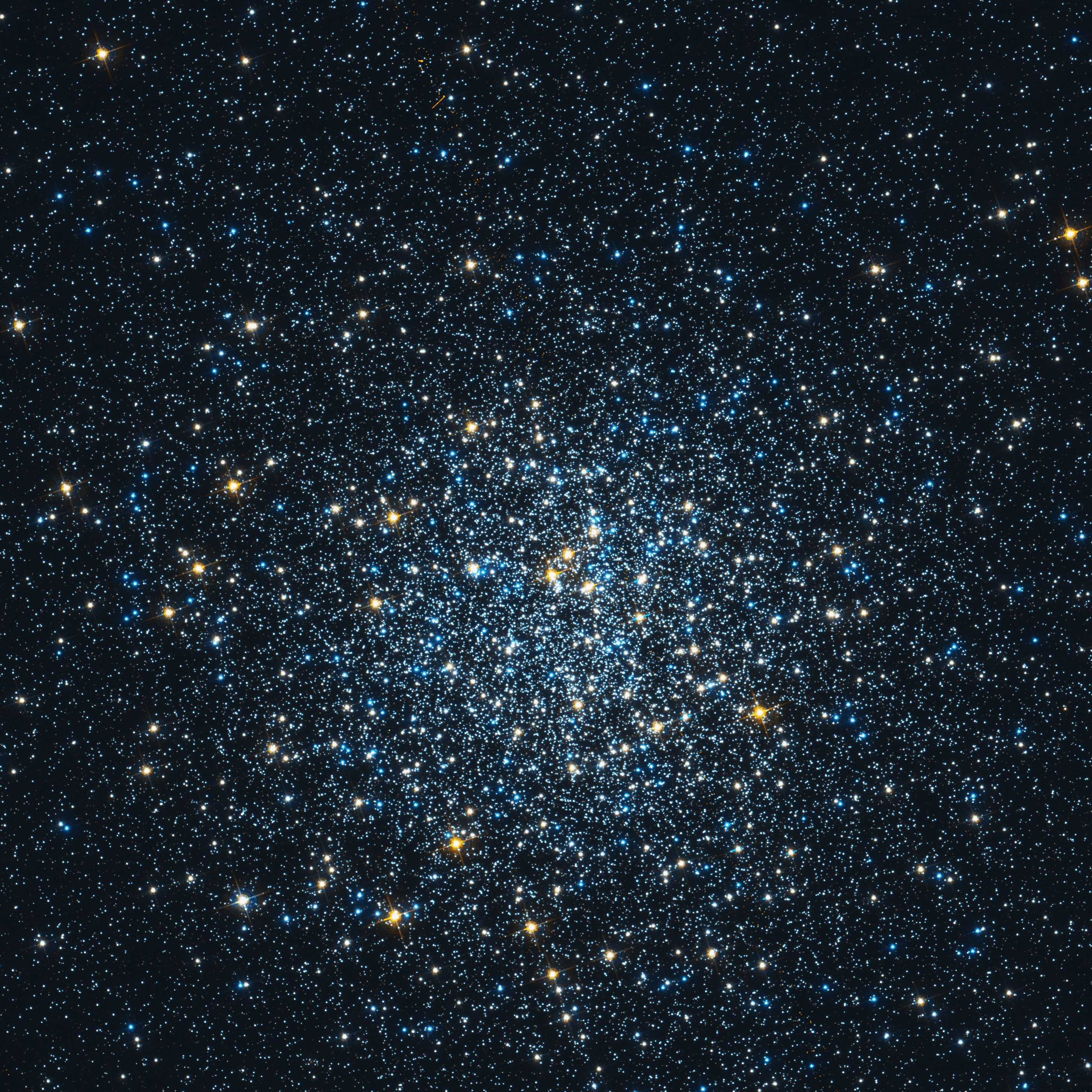
M5, Telescópio Espacial Hubble